# STS-122

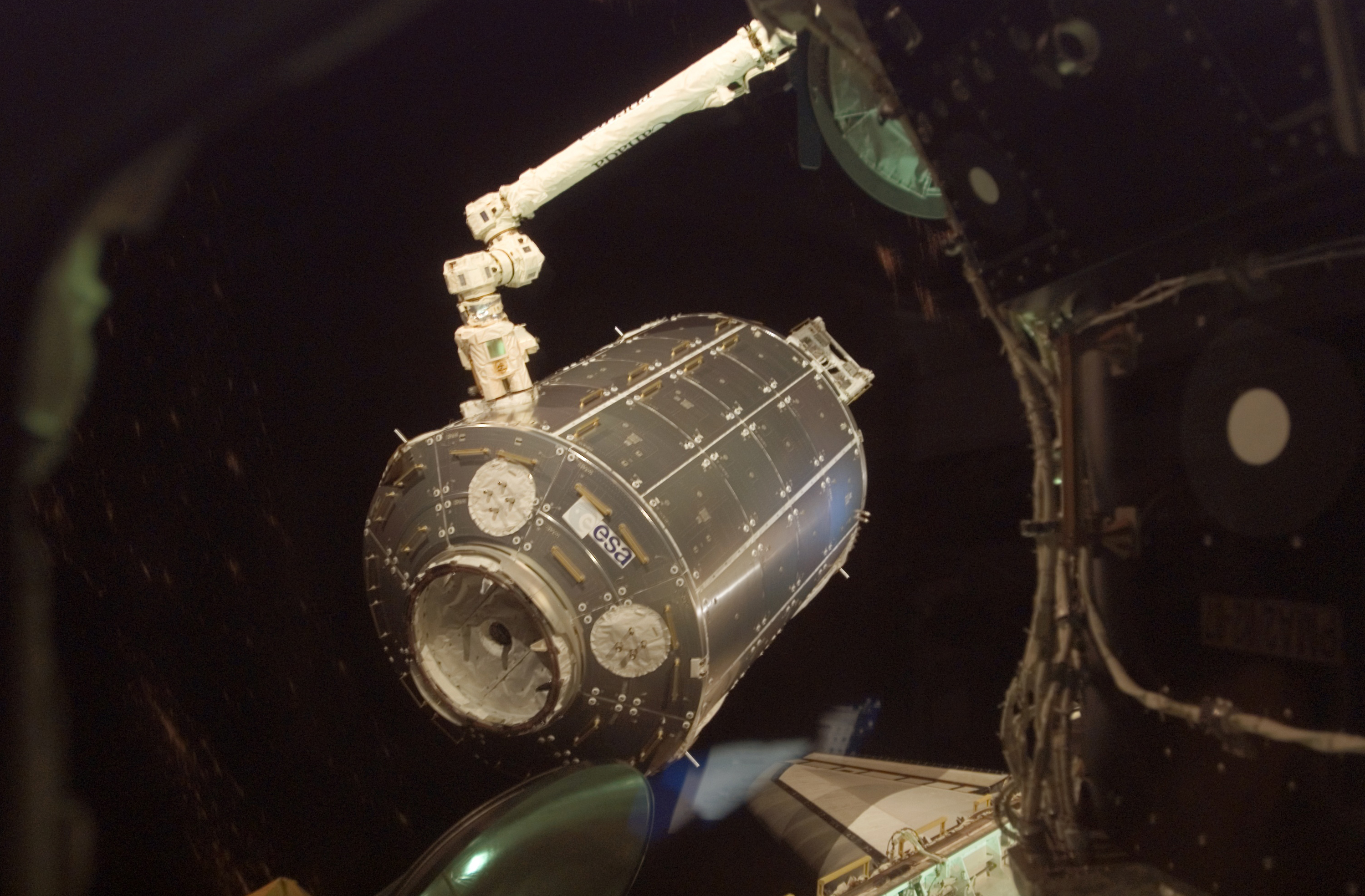

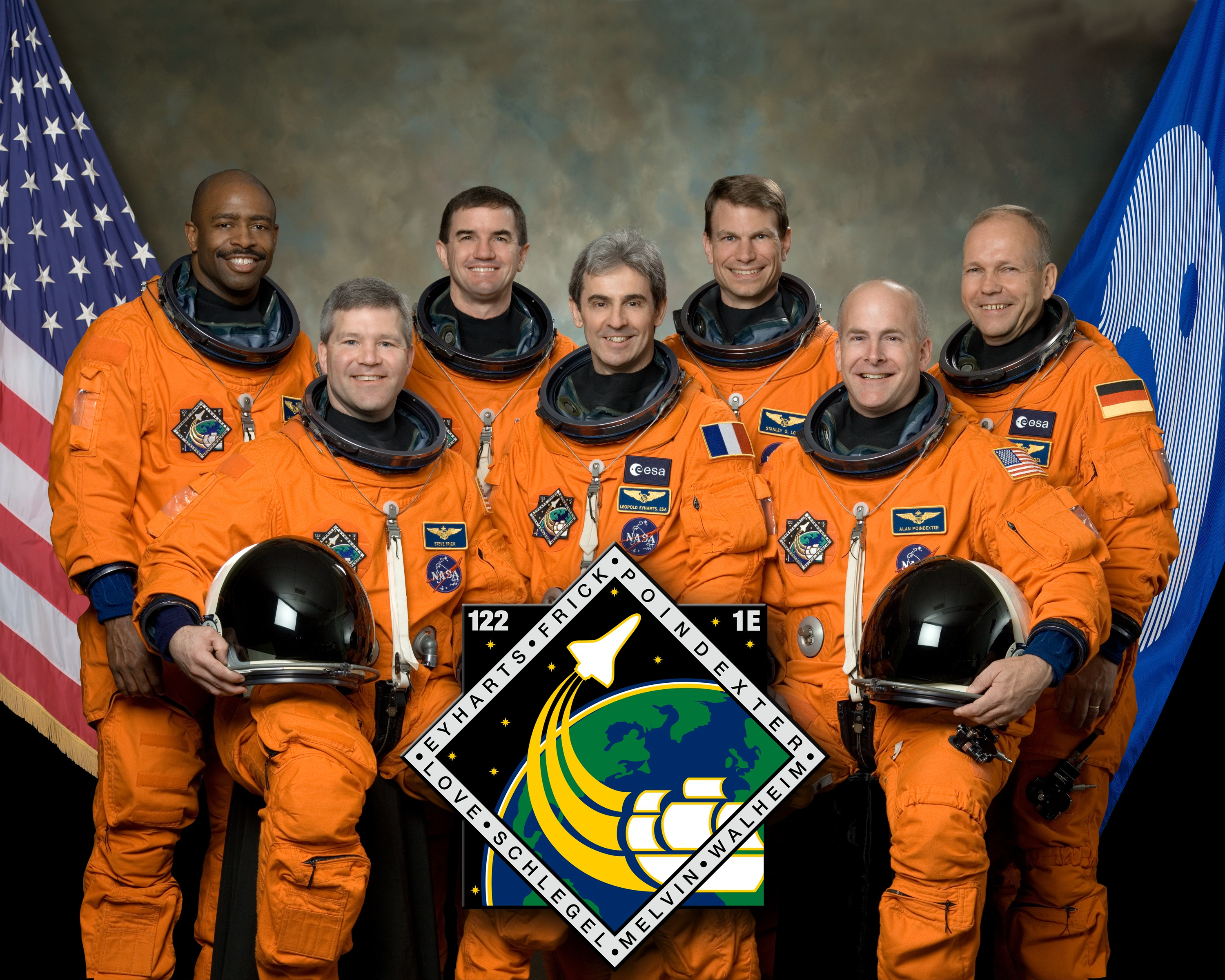
왼쪽에서 오른쪽. 앞줄: 프릭, 에이하츠, 포인덱스터, 뒷줄: 멜빈, 발하임, 러브, 슐레겔

STS-122는 애틀랜티스 우주왕복선이 비행한 국제 우주 정거장(ISS)으로 향하는 NASA 우주왕복선 임무였다. STS-122는 ISS로 향하는 24번째 우주 왕복선 임무이자 전체적으로 121번째 우주 왕복선 비행을 기록했다.
ISS 프로그램에서는 이 임무를 ISS-1E라고도 불렀다. STS-122의 주요 목적은 유럽 우주국(ESA)이 건설한 유럽 콜럼버스 과학 실험실을 정거장에 전달하는 것이었다. 또한 엑스페디션 16 비행 엔지니어 다니엘 M. 타니를 지구로 돌려보냈다. 타니는 엑스페디션 16에서 ESA를 대표하는 프랑스 비행 엔지니어인 레오폴드 에이하르트로 교체되었다. 아틀란티스 착륙 후, 궤도선은 허블 우주 망원경의 최종 정비 임무인 STS-125를 위해 준비되었다.
STS-122의 원래 발사 목표 날짜는 2007년 12월 6일이었으나 엔진 차단 센서(ECO) 판독 오류로 인해 발사가 2007년 12월 9일로 연기되었다. 두 번째 발사 시도에서 센서가 다시 실패했고, 발사가 중단되었다. 2007년 12월 18일 탱크 테스트에서 외부 탱크와 셔틀 사이의 커넥터에 있는 것으로 추정되는 원인이 밝혀졌다. 2008년 2월 7일 세 번째 시도에서 커넥터가 교체되었고 셔틀이 발사되었다.

## 같이 보기
- 우주왕복선 계획